# Sakami
Sakami est un village du nord du Québec, au Canada. Construit pour accueillir le personnel travaillant à la construction de la centrale hydroélectrique La-Grande-3 au milieu des années 1970, il est accessible par la route non pavée Trans-Taïga. 

## Histoire
Le village est fondé pour accueillir le personnel travaillant sur la construction de la centrale hydroélectrique La-Grande-3. La première famille s'y installe en octobre 1976 et, en fin d'année, 60 y habitent. Le village, qui se compose de préfabriqués, comprend un centre communautaire et un centre de loisirs. En novembre 1978, Sakami compte 750 habitants dont 320 enfants. Il accueille à son maximum 200 cadres et leurs familles,.
Il ne compte aujourd'hui que quelques personnes qui entretiennent le lieu. Situé à une quarantaine de kilomètres au nord-est du lac Sakami, il est accessible par la route non pavée Trans-Taïga.

## Toponymie
Le nom du village fait référence aux mots de langue crie « grand lac » ou « déformé par le vent ».